# 第五〇三海軍航空隊
第五〇三海軍航空隊（だい503かいぐんこうくうたい）は、日本海軍の部隊の一つ。絶対国防圏防衛の主力爆撃機隊として、太平洋戦争終盤に最前線で爆撃・哨戒行動に従事した。

## 沿革
基地航空隊として整備完成を急いでいた第一航空艦隊の一翼を担う爆撃機隊の一つとして整備され、木更津飛行場で編制された。絶対国防圏の策定に合わせ、一航艦のマリアナ諸島前進命令に従いマリアナ入り。以後、マリアナ諸島・カロリン諸島での機動部隊迎撃に投入された。
- 昭和18年（1943年）

10月1日　木更津飛行場を原隊として開隊。第一航空艦隊第二十二航空戦隊に所属（彗星36機・二式陸上偵察機8機）
- 昭和19年（1944年）

2月22日　硫黄島進出（彗星36機）。
3月頃　　サイパン島進出。
3月25日　エニウェトク環礁の敵機動部隊約40機を彗星30機で攻撃、2機喪失・グラマン損害8機。
3月4日　攻撃第一〇七飛行隊に改称。　
4月1日　二二航戦は第十四航空艦隊に転籍、トラック諸島に進出。
　　　　以後カロリン諸島で哨戒任務に従事。
4月16日　グリニッジ島近海の敵艦船に攻撃。喪失不明・戦果なし。
　　　　　　　　　トラック島空襲隊を迎撃、三号爆弾でB-24 3機撃墜。
4月下旬　本隊グァム島に帰還（16機。トラック分遣隊は3機残存）。
4月30日　トラックに敵機動部隊接近。分遣隊3期で迎撃、全機喪失・戦果なし。
　　　　　　　　　以後、マリアナ諸島・パラオ諸島に分散し、哨戒任務に従事。
5月27日　ヤップ島より中継地のペリリューに移動。
5月30日　中継地ハルマヘラ島ワシレ飛行場に移動。
6月2日　ニューギニア西端のソロン基地に展開、「渾作戦」発動。ビアク島へ反復攻撃。
6月17日　「あ号作戦」発動。「第四一東空襲部隊（第五二三海軍航空隊・第五二一海軍航空隊と共同）」で敵護衛空母群を攻撃。
　　　　　　　　　五二三空と合わせ彗星11機喪失、LST 1隻撃沈・ミッション・ベイ撃破。
6月18日　ヤップ島より攻撃2日目。彗星2機喪失、タンカー2隻損傷。
6月19日　グァム島より攻撃3日目。彗星2機喪失、戦果なし。
7月10日　解隊
3月の消耗に見合った補給を受けられず、6月の渾作戦でも連日投入された。あ号作戦で一挙に戦力を失ったため解散のやむなきに至った。グァム島に残留を余儀なくされた地上要員の多くが地上戦で玉砕を強いられた。
被弾によりビアク島に不時着した2機4名の搭乗員は、ビアク島の戦いに巻き込まれたが、19年6月14日大発に便乗しニューギニア本島マノクワリへ転進し、零式水偵（1名便乗）と九七式飛行艇（1名便乗）により救出される。残る2名も20年2月28日、アンボンより物資補給に飛来した九四水偵により救出された。

## 主力機種
- 彗星

## 歴代司令
- 増田正吾（昭和18年10月1日-昭和19年7月10日解隊）